# Dieter Mahlert
Dieter Mahlert (* 10. Juli 1945 in Ronnenberg; † 12. Juli 2019 in Gehrden) war ein deutscher Pädagoge und Politiker (SPD) und Mitglied der Bremischen Bürgerschaft.

## Biografie

### Familie, Ausbildung, Beruf
Mahlert wuchs in der Kleinstadt Gehrden bei Hannover auf und absolvierte dort die Schule, u. a. am Matthias-Claudius-Gymnasium Gehrden. Nach dem Studium wurde er Lehrer. Er war als Gymnasiallehrer für Biologie und Geografie in Bremen tätig. Später war er ab Beginn der 1990er Jahre bis um 2008 Referent für Umwelterziehung bzw. Verkehrserziehung beim Senator für Bildung. Danach zog er wieder nach Gehrden.

### Politik
Er war Mitglied der SPD im Ortsverein Bremen-Findorff und dort u. a. 1. bzw. 2. Vorsitzender sowie Mitglied im Unterbezirksvorstand des SPD-Unterbezirks Bremen-West. Von 1983 bis 1987 war er Mitglied der 11. Bremischen Bürgerschaft und dort Mitglied verschiedener Deputationen, u. a. für Bildung und zeitweise für Umwelt. Er setzte sich mehrfach für eine räumliche Verbesserung für das Rundfunkmuseum Bremen ein. Da er nach Gehrden umzog, kandidierte er nicht mehr für die Bürgerschaft.

### Weitere Mitgliedschaften
Mahlert war in den 1970er bis 1980er Jahren sowie in den 1990er Jahren Mitglied im Beirat Bremen-Findorff und dort auch bis 1983/84 und ab 1995 bis 2000 Beiratssprecher.
Er war ab 2008 Mitglied im Heimatbund Gehrden, den er ab 2010 leitete. 2018 dankten die Stadt Gehrden und der Heimatbund Niedersachsen ihm mit der Verleihung der silbernen Ehrennadel.

## Werke
- Gehrden zu Lyras Zeiten. In: Gelbe Heft Gehrden, Nr. 28, Heimatbund Niedersachsen, Gruppe Gehrden
- Die alte Struckmeyersche Windmühle und andere Gehrdener Mühlen. Gehrden 2013
- Das Hischen Hus, Neue Straße 8. Vom Wohn-Wirtschaftsgebäude zur Gastwirtschaft. Gehrden 2015